# Emily the Criminal
Emily the Criminal е американска криминална драма от 2022 г. Във филма участват Обри Плаза, Тио Роси, Мегалин Ечикунвоук и Джина Гершън. Премиерата на филма е на „Сънданс“ на 24 януари 2022 г. По кината в САЩ е пуснат на 12 август 2022 г. от „Въртикал Ентъртейнмънт“ и „Роудсайд Атракшънс“.